# ファイサル・フサイニー国際スタジアム
ファイサル・フサイニー国際スタジアム（アラビア語: ملعب فيصل الحسيني الدولي、英: Faisal Al-Husseini International Stadium）は、パレスチナ・ヨルダン川西岸地区のアッ＝ラームにある多目的スタジアムであり、パレスチナの国立競技場である。

## 概要
スタジアム名は、アミーン・フサイニーの又甥であり、パレスチナ解放機構設立に尽力するなど多大な功績を残し2001年にこの世を去ったファイサル・フサイニー(英語版の記事)に由来する。収容人数は12,500人。2008年に、パレスチナのファイヤード首相の要請を受けたFIFAのFIFAセカンドゴールプロジェクトにより、フランス政府とサウジアラビアサッカー連盟の協力もあり人工芝のピッチが整備された。整備が完成した2008年10月26日には、サッカーパレスチナ代表がヨルダン代表との親善試合を行なっている。2009年10月29日には、満員の観衆の中サッカーパレスチナ女子代表がヨルダン代表との初めてのホームでの国際試合をこのスタジアムで開催している。
主にサッカーの試合に用いられる。ウェストバンク・プレミアリーグに所属する数チームがホームスタジアムとして使用する他、サッカーパレスチナ代表のホームスタジアムとしても利用される。
2011年3月9日には、ロンドンオリンピックサッカーアジア予選のタイ戦で使用されている。また、2014 FIFAワールドカップ・アジア1次予選のアフガニスタン戦でも使用されている。

## 交通アクセス
ラマッラーの中心街からタクシーで約30分。近くにアタロット空港(英語版の記事)がある。